# 아카세역
아카세역(일본어: 赤瀬駅)은 일본 구마모토현 우토시에 위치한 규슈 여객철도 미스미 선의 철도역이다. 단선 승강장 1면 1선의 구조를 갖춘 지상역이다.

## 역 주변
- 국도 제57호선
- 아카세 해수욕장

## 역사
- 1907년 8월 5일 : 아카세 간이정류장으로서 일본 철도원이 개설.
- 1909년 10월 16일 : 간이정류장에서 가정류장으로 되다.
- 1941년 1월 1일 : 가정류장에서 역으로 되다.
- 1987년 4월 1일 : 일본국유철도 분할 민영화에 의해, 규슈 여객철도가 승계.

## 인접 역
| 규슈 여객철도 미스미 선 | 규슈 여객철도 미스미 선 | 규슈 여객철도 미스미 선  |
| ----------------------- | ----------------------- | ------------------------ |
| 오다 우토 방면          | ■ 미스미 선             | 이시우치다무 미스미 방면 |